# Jean-Louis Leonetti
Pour les articles homonymes, voir Leonetti.
Jean-Louis Leonetti est un footballeur français né le 15 juillet 1938 à Marseille et mort le 3 août 2020 à Allauch. Il évoluait au poste de milieu de terrain. 
Il est le frère du footballeur Henri Leonetti.

## Biographie
Il inscrit notamment un doublé lors de la finale de la Coupe Charles Drago 1957 contre le Racing Club de Lens, alors qu'il évolue sous le maillot de l'Olympique de Marseille.
Au total, il dispute 337 matchs en Division 1 et 88 matchs en Division 2.

## Palmarès
- Vainqueur de la Coupe Charles Drago en 1957 avec l'Olympique de Marseille